# Persone di nome Irene
| Questa pagina contiene informazioni ricavate automaticamente dalle voci biografiche con l'ausilio del template Bio e di un bot. L'aggiornamento è periodico e automatico e ricostruisce completamente la pagina. Se manca una persona in questa lista, sei pregato di non aggiungerla, ma accertati piuttosto che la sua voce biografica contenga il template Bio e che i dati anagrafici siano correttamente compilati. Se il template Bio manca, inseriscilo tu stesso o, in alternativa, metti l'avviso {{tmp\|Bio}} che ne segnala la mancanza. Se i dati riportati sono sbagliati, correggi direttamente la voce biografica; le modifiche saranno visibili in questa lista entro pochi giorni. Per chiarimenti vedi il progetto antroponimi. La lista contiene solo le 163 persone che sono citate nell'enciclopedia e per le quali è stato implementato correttamente il template Bio. Pagina aggiornata al 6 ago 2025. |

Questa è una lista di persone presenti nell'enciclopedia che hanno il nome Irene, suddivise per attività principale.

## Allenatrici di calcio(1)
- Irene Fuhrmann, allenatrice di calcio e ex calciatrice austriaca (Vienna, n. 1980)

## Alpiniste(1)
- Irene Pigatti, alpinista italiana (Colle Umberto, n. 1859 - Colle Umberto, † 1937)

## Arciere(1)
- Irene Franchini, arciera italiana (Castelnovo ne' Monti, n. 1981)

## Atlete paralimpiche(1)
- Irene Monaco, ex atleta paralimpica, schermitrice e nuotatrice italiana (Roma, n. 1940)

## Attiviste(3)
- Irene McCoy Gaines, attivista statunitense (Ocala, n. 1892 - Chicago, † 1964)
- Irene Harand, attivista austriaca (Vienna, n. 1900 - New York, † 1975)
- Irene Morgan, attivista statunitense (Baltimora, n. 1917 - Contea di Gloucester, † 2007)

## Attrici(31)
- Irene Aloisi, attrice italiana (Milano, n. 1925 - Roma, † 1980)
- Irene Anders, attrice statunitense (New York, n. 1929 - Los Angeles, † 1988)
- Irene Azuela, attrice messicana (Londra, n. 1979)
- Irene Bedard, attrice e doppiatrice statunitense (Anchorage, n. 1967)
- Irene Cara, attrice, cantante e ballerina statunitense (New York, n. 1959 - Largo, † 2022)
- Irene Casagrande, attrice italiana (Vittorio Veneto, n. 1996)
- Irene Cefaro, attrice italiana (Roma, n. 1935 - Roma, † 2013)
- Irene Clarin, attrice tedesca (Monaco di Baviera, n. 1955)
- Irene Dailey, attrice statunitense (New York, n. 1920 - Santa Rosa, † 2008)
- Irene Delroy, attrice statunitense (Bloomington, n. 1900 - Ithaca, † 1985)
- Irene Dunne, attrice e cantante statunitense (Louisville, n. 1898 - Los Angeles, † 1990)
- Irene Escolar, attrice spagnola (Madrid, n. 1988)
- Irene Fenwick, attrice statunitense (Chicago, n. 1887 - Beverly Hills, † 1936)
- Irene Ferri, attrice e conduttrice televisiva italiana (Roma, n. 1972)
- Irene Galter, attrice italiana (Merano, n. 1931 - Novara, † 2018)
- Irene Genna, attrice italiana (Atene, n. 1931 - Roma, † 1986)
- Irene Grazioli, attrice italiana (Bologna, n. 1961)
- Chris Chase, attrice, modella e scrittrice statunitense (New York, n. 1924 - New York, † 2013)
- Irene Handl, attrice e scrittrice britannica (Maida Vale, n. 1901 - Kensington, † 1987)
- Irene Hervey, attrice statunitense (Venice, n. 1909 - Woodland Hills, † 1998)
- Irene Maiorino, attrice italiana (Napoli, n. 1985)
- Irene Miracle, attrice statunitense (Stillwater, n. 1954)
- Irene Montalà, attrice spagnola (Barcellona, n. 1976)
- Irene Papas, attrice greca (Chiliomodi, n. 1926 - Chiliomodi, † 2022)
- Irene Ravache, attrice brasiliana (Rio de Janeiro, n. 1944)
- Irene Rich, attrice statunitense (Buffalo, n. 1891 - Hope Ranch, † 1988)
- Irene Ryan, attrice statunitense (San Francisco, n. 1902 - Santa Monica, † 1973)
- Irene Tedrow, attrice statunitense (Denver, n. 1907 - North Hollywood, † 1995)
- Irene Vanbrugh, attrice britannica (Exeter, n. 1872 - Londra, † 1949)
- Irene Ware, attrice statunitense (New York City, n. 1910 - Orange, † 1993)
- Irene Worth, attrice statunitense (Fairbury, n. 1916 - New York, † 2002)

## Autrici televisivi(1)
- Irene Ghergo, autrice televisiva italiana (Roma, n. 1946)

## Avvocate(1)
- Irene Khan, avvocata bangladese (Dacca, n. 1956)

## Biatlete(1)
- Irene Schroll, biatleta tedesca (Traunstein, n. 1966)

## Botaniche(1)
- Irene Manton, botanica britannica (Londra, n. 1904 - Leeds, † 1988)

## Calciatrici(6)
- Irene Cordioli, calciatrice italiana (Villafranca di Verona, n. 1985)
- Irene Ferrari, ex calciatrice italiana (Milano, n. 1979)
- Irene Guerrero, calciatrice spagnola (Siviglia, n. 1996)
- Irene Lotti, calciatrice italiana (Firenze, n. 1998)
- Irene Paredes, calciatrice spagnola (Legazpi, n. 1991)
- Irene Santi, calciatrice italiana (Milano, n. 1999)

## Canottiere(1)
- Irene Eijs, ex canottiera olandese (Wassenaar, n. 1966)

## Cantanti(3)
- Irene D'Areni, cantante italiana (Foggia, n. 1932)
- Irene Fargo, cantante e attrice teatrale italiana (Palazzolo sull'Oglio, n. 1962 - Chiari, † 2022)
- Irene Lamedica, cantante, disc jockey e conduttrice radiofonica italiana (Milano, n. 1968)

## Cantautrici(3)
- Irene Fornaciari, cantautrice e polistrumentista italiana (Pietrasanta, n. 1983)
- Irene Grandi, cantautrice italiana (Firenze, n. 1969)
- Irene Nonis, cantautrice italiana (Cagliari, n. 1975)

## Cestiste(5)
- Irene Cacciapuoti, ex cestista argentina (Buenos Aires, n. 1981)
- Irene Herradas, ex cestista spagnola (Madrid, n. 1978)
- Irene Krause, cestista tedesca (n. 1940 - † 2008)
- Irene Maarschalkerweerd, ex cestista olandese (Amsterdam, n. 1956)
- Irene Velásquez, ex cestista cilena (Puente Alto, n. 1932)

## Costumiste(2)
- Irene Lentz, costumista e attrice statunitense (Baker, n. 1900 - Los Angeles, † 1962)
- Irene Sharaff, costumista statunitense (Boston, n. 1910 - New York, † 1993)

## Danzatrici(1)
- Irene Castle, danzatrice e attrice statunitense (New Rochelle, n. 1893 - Eureka Springs, † 1969)

## Doppiatrici(2)
- Irene Di Valmo, doppiatrice e scrittrice italiana (Roma, n. 1967)
- Irene Scalzo, doppiatrice italiana (Milano, n. 1968)

## Economiste(1)
- Irene Tinagli, economista e politica italiana (Empoli, n. 1974)

## Fotografe(1)
- Irene Bayer-Hecht, fotografa statunitense (Chicago, n. 1898 - Santa Monica, † 1991)

## Ginnaste(2)
- Irene Germini, ex ginnasta italiana (Legnano, n. 1974)
- Irene Lanza, ginnasta italiana (Pinerolo, n. 2000)

## Giocatrici di calcio a 5(1)
- Irene Tombola, giocatrice di calcio a 5 e ex calciatrice italiana (Padova, n. 1987)

## Giornaliste(3)
- Irene Bignardi, giornalista e critica cinematografica italiana (Quistello, n. 1943)
- Irene Brin, giornalista, scrittrice e gallerista italiana (Roma, n. 1911 - Bordighera, † 1969)
- Irene Halvorsen, giornalista e ex sciatrice alpina norvegese (Ullensaker, n. 1970)

## Imperatrici(11)
- Irene Asanina, imperatrice bizantina
- Irene Ducaena, imperatrice bizantina (Costantinopoli, n. 1063 - Costantinopoli, † 1138)
- Irene Doukaina Laskarina, imperatrice bulgara (Veliko Tărnovo, † 1268)
- Irene Gattilusio, imperatrice bizantina († 1440)
- Adelaide di Brunswick, imperatrice bizantina († 1324)
- Irene, imperatrice bizantina († 750)
- Irene di Trebisonda, imperatrice bizantina
- Irene Siricena, imperatrice bizantina
- Irene Lecapena, imperatrice bizantina (Costantinopoli - Preslav, † 963)
- Irene Paleologina, imperatrice bulgara
- Irene d'Atene, imperatrice bizantina (Atene - Lesbo, † 803)

## Imprenditrici(1)
- Irene Rosenfeld, imprenditrice e dirigente d'azienda statunitense (Westbury, n. 1953)

## Lunghiste(1)
- Irene Pusterla, ex lunghista e triplista svizzera (Mendrisio, n. 1988)

## Maratonete(2)
- Irene Jerotich, ex maratoneta keniota (n. 1985)
- Irene Mogaka, ex maratoneta keniota (n. 1985)

## Matematiche(1)
- Irene Stegun, matematica statunitense (Yonkers, n. 1919 - Danbury, † 2008)

## Mezzofondiste(1)
- Irene Baldessari, mezzofondista italiana (Trento, n. 1993)

## Mezzosoprani(2)
- Irene Dalis, mezzosoprano statunitense (San Jose, n. 1925 - San Jose, † 2014)
- Irene Minghini Cattaneo, mezzosoprano italiano (Lugo, n. 1892 - Rimini, † 1944)

## Mime(1)
- Irene Mawer, mimo e insegnante britannica (Wandsworth, n. 1893 - Blewbury, † 1962)

## Modelle(6)
- Irene Dwomoh, modella ghanese (Essikadu, n. 1986)
- Irene Esser, modella venezuelana (Puerto Ordaz, n. 1991)
- Irene Ferreira, modella venezuelana (Caracas, n. 1976)
- Irene Morales, modella venezuelana (Achaguas, n. 1945)
- Irene Sáez, ex modella e politica venezuelana (Caracas, n. 1961)
- Irene Skliva, modella e personaggio televisivo greca (Atene, n. 1978)

## Nobili(5)
- Irene Comnena Lascarina Branaina, nobile bizantina
- Irene Comneno Paleologa, nobile bizantina (Adramittio, † 1284)
- Irene Paleologa di Trebisonda, nobile bizantina
- Irene Paleologa, nobile bizantina
- Irene Paleologa, nobile bizantina († 1384)

## Nuotatrici(5)
- Irene Dalby, ex nuotatrice norvegese (n. 1971)
- Irene Guest, nuotatrice statunitense (Filadelfia, n. 1900 - Ocean Gate, † 1970)
- Irene Montrucchio, sincronetta spagnola (Barcellona, n. 1991)
- Irene Steer, nuotatrice britannica (Cardiff, n. 1889 - Cardiff, † 1977)
- Irene Toledano, nuotatrice artistica spagnola (n. 1998)

## Partigiane(1)
- Irene Chini Coccoli, partigiana e politica italiana (Bassano del Grappa, n. 1893 - Bassano del Grappa, † 1977)

## Pattinatrici di velocità su ghiaccio(2)
- Irene Schouten, ex pattinatrice di velocità su ghiaccio olandese (Zwaagdijk, n. 1992)
- Ireen Wüst, ex pattinatrice di velocità su ghiaccio olandese (Goirle, n. 1986)

## Pentatlete(1)
- Irene Prampolini, pentatleta italiana (n. 1996)

## Pianiste(2)
- Irene Giblin, pianista e compositrice statunitense (Missouri, n. 1888 - † 1974)
- Renee Rosnes, pianista e compositrice canadese (Regina, n. 1962)

## Pittrici(2)
- Irene Parenti Duclos, pittrice e poetessa italiana (Firenze, n. 1754 - Firenze, † 1795)
- Irene di Spilimbergo, pittrice e poetessa italiana (Spilimbergo, n. 1538 - Venezia, † 1559)

## Poetesse(1)
- Irene Ricciardi Capecelatro, poetessa e librettista italiana (Napoli, n. 1802 - Napoli, † 1870)

## Politiche(4)
- Irene Aderenti, politica italiana (Zurigo, n. 1955 - Castiglione delle Stiviere, † 2025)
- Irene Manzi, politica italiana (Macerata, n. 1977)
- Irene Montero, politica spagnola (Madrid, n. 1988)
- Irene Pivetti, politica, conduttrice televisiva e giornalista italiana (Milano, n. 1963)

## Principesse(7)
- Irene Angela, principessa bizantina (Costantinopoli, n. 1181 - Castello di Hohenstaufen, † 1208)
- Irene Branković, principessa serba
- Irene Cantacuzena, principessa bizantina (Costantinopoli, n. 1400 - Gornji Milanovac, † 1457)
- Irene Angela, principessa bizantina
- Irene di Grecia, principessa greca (Città del Capo, n. 1942)
- Irene di Orange-Nassau, principessa olandese (Palazzo Soestdijk, n. 1939)
- Irene d'Assia-Darmstadt, principessa tedesca (Darmstadt, n. 1866 - Hemmelmark, † 1953)

## Psicologhe(1)
- Irene Pepperberg, psicologa e etologa statunitense (Brooklyn, n. 1949)

## Registe(2)
- Irene Dionisio, regista e sceneggiatrice italiana (Torino, n. 1986)
- Irene Taylor Brodsky, regista statunitense (Saint Louis, n. 1970)

## Religiose(2)
- Irene del Portogallo, religiosa portoghese (Tomar, n. 635 - Escálabis, † 653)
- Irene Stefani, religiosa italiana (Anfo, n. 1891 - Gikondi, † 1930)

## Sante(2)
- Irene di Tessalonica, santa romana (Aquileia - Salonicco, † 304)
- Irene da Lecce, santa romana

## Sceneggiatrici(1)
- Irene Miller, sceneggiatrice e giornalista britannica (n. 1880 - † 1964)

## Schermitrici(3)
- Irene Camber, schermitrice italiana (Trieste, n. 1926 - Lissone, † 2024)
- Irene Forbes, schermitrice cubana (L'Avana, n. 1949 - † 2014)
- Irene Vecchi, schermitrice italiana (Livorno, n. 1989)

## Sciatrici alpine(4)
- Irene Curtoni, ex sciatrice alpina italiana (Échirolles, n. 1985)
- Irene Deflorian, ex sciatrice alpina italiana
- Irene Epple, ex sciatrice alpina tedesca (Seeg, n. 1957)
- Irene Moillen, sciatrice alpina svizzera

## Scrittrici(5)
- Irene Cao, scrittrice italiana (Pordenone, n. 1979)
- Irene Chias, scrittrice italiana (Erice, n. 1973)
- Irene Diwiak, scrittrice austriaca (Graz, n. 1991)
- Irene Scodnik, scrittrice e patriota italiana (n. 1850 - † 1940)
- Irene Solà, scrittrice spagnola (Malla, n. 1990)

## Soprani(1)
- Irene Abendroth, soprano austriaco (Leopoli, n. 1872 - Weidling, † 1932)

## Sovrane(1)
- Irene di Grecia, regina greca (Atene, n. 1904 - Fiesole, † 1974)

## Stiliste(1)
- Irene Galitzine, stilista russa (Tbilisi, n. 1916 - Roma, † 2006)

## Tenniste(2)
- Irene Bowder, tennista sudafricana (Ferozepur, n. 1892 - Johannesburg, † 1978)
- Irene Burillo, tennista spagnola (Saragozza, n. 1997)

## Traduttrici(1)
- Irene Riboni, traduttrice e critica letteraria italiana (n. 1892 - † 1968)

## Tuffatrici(1)
- Irene MacDonald, tuffatrice canadese (Hamilton, n. 1933 - Delta, † 2002)

## Velociste(2)
- Irene Ekelund, velocista svedese (Pakistan, n. 1997)
- Irene Siragusa, velocista italiana (Poggibonsi, n. 1993)

## Senza attività specificata(5)
- Irene Comneno Ducas, bulgara
- Irene di Roma, romana
- Irene Lascarina, bizantina
- Irene Petritsi Figà-Talamanca, epidemiologa greca (Kavala, n. 1939)
- Irene Sänger-Bredt, ingegnera, matematica e fisica tedesca (Bonn, n. 1911 - Stoccarda, † 1983)